# Nat Simons (financiero)
Nathaniel Simons (nacido en 1966) es un administrador estadounidense, multimillonario y filántropo. Fundó Meritage Group, una empresa de gestión de inversiones, cofundó Prelude Ventures, un fondo de inversión clean tech y es copresidente de Renaissance Technologies, uno de los fondos de cobertura más grandes del mundo. Simons es también cofundador y director de la Sea Change Foundation, que se centra en el cambio climático y la política de energía limpia.

## Primeros años
Nat Simons es hijo de James Simons, un matemático y fundador de Renaissance Technologies, y Barbara Simons, una computadora científico y expresidente de la Association for Computing Machinery (ACM). Nat tuvo su bar mitzvah en 1979, más tarde asistió a la University of California, Berkeley, y obtuvo una licenciatura de grado en economía en 1989, seguida de una maestría en matemáticas en 1994.

## Carrera
Simons comenzó su carrera en Cylink Corp en 1989. Desde 1994, Simons ha sido director de Renaissance Technologies. En Renaissance, Simons trabajó como analista de datos de 1994 a 1995 y luego como comerciante de futuros de 1995 a 1997. En 1997, Simons inició la familia de fondos Meritage, que se separó de Renaissance. Simons se desempeñó como vicepresidente de Renaissance de 2006 a 2020 y es director general senior y presidente de Meritage Group.
En 2009, Simons cofundó Prelude Ventures, un fondo de empresas de tecnología limpia. En ese mismo año, fue incluido en el puesto 20 entre los 25 mejores ecoinnovadores del mundo de Fortune. En 2015, Simons y su esposa, Laura Baxter-Simons, se unieron a la Breakthrough Energy Coalition. La coalición es una asociación de personas que se han comprometido a invertir en nuevas tecnologías energéticas.

## Filantropía
En 2006, Simons cofundó Sea Change Foundation, centrada en el cambio climático y la política de energía limpia. En 2009, Simons habló junto con Bill Clinton y Al Gore en la mesa redonda del Proyecto Nacional de Energía Limpia. Al discutir el papel de la filantropía en la lucha contra el cambio climático, Simons afirmó: “Creo que el papel de la filantropía es, más que nada, simplemente facilitar el proceso. Hay muchas partes interesadas diferentes y todas deben reunirse. La cuadrícula es quizás el mejor ejemplo que podemos pensar donde hay muchos intereses dispares. Y hacerlo rápidamente va a requerir un esfuerzo hercúleo por todos lados ”. Nat Simons ha estado en la junta del Exploratorium y es miembro de la junta de Berkeley visitantes. Simons y su familia tienen mucho tiempo benefactores del tiempo de su alma mater, Berkeley, incluido SERC y el Centro de Investigación Conjunto Berkeley Tsinghua sobre Energía y Cambio Climático. En mayo de 2017, Simons y Laura Baxter-Simons firmó The Giving Pledge, una fundación creada por Bill Gates donde las personas se comprometen a donar la mayor parte de su riqueza.

## Vida personal y familiar
Simons y Laura Baxter-Simons tienen dos hijos. Baxter-Simons, licenciado en Economía, Alemán y Literatura Alemana de la Berkeley, es hija del exjuez de la Corte Suprema de California Marvin Baxter y es abogada, y recibió su título de abogado de Stanford. Baxter-Simons se desempeña como consejero general y director de cumplimiento en Meritage Group y es miembro de la Junta Asesora del College of Letters & Science en Berkeley.